# NGC 7029
NGC 7029 este o galaxie eliptică situată în constelația Indianul. A fost descoperită în 2 octombrie 1834 de către John Herschel. Se află la o distanță de 37,67 de megaparseci de Pământ.